# Martine Segalen
Pour les articles homonymes, voir Segalen.
Martine Segalen, née Martine Tony Appel le 20 juillet 1940 à Pornichet et morte le 23 juin 2021, à Paris 15e,, est une ethnologue française, spécialiste de la famille et des questions culturelles en Europe.

## Biographie
Diplômée de l'Institut d'études politiques de Paris (section Économie et finances, promotion 1960), elle change d'orientation et devient chercheuse au CNRS (où elle reste de 1971 à 1996), obtient un doctorat d'État en ethnologie en 1984 et est directrice du Centre d'ethnologie française de 1986 à 1996. Membre de l'IPRAUS (Institut Parisien de Recherche : Architecture, Urbanisme, Société).
À partir de 1996, elle est professeure au département de sociologie et d'anthropologie de l'université Paris X-Nanterre où elle est nommée directrice du département de sociologie. Elle a été responsable du DESS « Consultant culturel, projet culturel et environnement social ».
À partir de 2015, elle est membre du conseil de la Société d'ethnologie française.

### Vie privée
Martine Segalen est l'épouse de Renaud Segalen, fils d'Yvon Segalen, lui-même fils de Victor Segalen. Elle a un fils, Laurent, et deux filles : Diane et Flore.

## Ouvrages
- Nuptialité et alliance. Le choix du conjoint dans une commune de l'Eure, Paris, Maisonneuve et Larose, 1972, 142 p.
- Les confréries dans la France contemporaine : les Charités, Paris, Flammarion, 1975, 221 p.
- Le cycle de la vie familiale dans les sociétés européennes, sous la direction de Jean Cuisenier et Martine Segalen. Paris, La Haye, 1977, Mouton, 494 p.
- Mari et femme dans la société paysanne, Paris, Flammarion, 1980, 211 p. ; 2e édition 1984, « Champs » ; traduit en anglais, traduit en japonais
- Amours et mariages de l’ancienne France, Paris, Berger-Levrault, 1981, 175 p, (en collaboration avec Josselyne Chamarat), traduit en japonais,
- Sociologie de la famille, Paris, Armand Colin, 1981, 283 p., couronné en 1982 par le Prix Joseph-Saillet de l'Académie des sciences morales et politiques ; traduit en anglais ; et en japonais ; 2e édition révisée et augmentée, Paris, Armand Colin, 1988, 335 p. ; traduction allemande ; traduction espagnole ; traduction portugaise.
- Quinze générations de bas bretons : parenté et société dans le pays bigouden sud  (1720-1980), Paris, PUF, 1985, 405 p. ; traduction anglaise
- Ethnologie de la France, Paris, PUF, 1986, 127 p. « Que-sais-je ? » n° 2307 (en collaboration avec Jean Cuisenier) ; traduction japonaise
- direction de : Histoire de la famille, t. 1, Mondes lointains, mondes anciens ; t. 2, Le choc des modernités, Paris, Armand Colin, 1986, t. 1, 640 p. ; t. 2, 512 p. (en collaboration avec André Burguière, Christiane Klapisch-Zuber et Françoise Zonabend), publié en italien, en espagnol, en anglais, en allemand, en chinois ; Le Livre de poche, 1994.
- Direction de : L'Autre et le semblable. Regards sur l'ethnologie des sociétés contemporaines (ouvrage collectif). Paris, Presses du CNRS, 1989, 235 p.
- Nanterriens : les familles dans la ville, une ethnologie de l’identité, Toulouse, PUM, 1990, 200 p.
- Direction de : Jeux de familles, Paris, Presses du CNRS, 1991.
- Direction de Chez Soi : objets et décors, des créations familiales ? (avec Béatrix Le Wita), éd. Autrement, 1993, série Mutations n ° 137, 217 p.
- Direction de : Les Cadets (avec Georges Ravis-Giordani), Paris, Presses du CNRS, 1994.
- Les enfants d'Achille et de Nike, Une ethnologie de la course à pied ordinaire, Paris, Métailié, 1994.
- Direction de : La famille en Europe. Parenté et perpétuations familiales en Europe, (avec Marianne Gullestad) Paris, éd. La Découverte, 1995, publié en anglais
- « Culture matérielle et modernité », n° Spécial Ethnologie française, codirigé avec Christian Bromberger, 1996, XXVI, 1.
- Rites et rituels contemporains, Paris, Nathan, coll. 128, 1998.
- Grands-parents, La famille à travers les générations (avec Claudine Attias-Donfut), Paris, Odile Jacob, 1998.
- Direction de Ethnologie. Concepts et aires culturelles, Paris, Armand Colin, 2001.
- « La parenté » in Ethnologie. Concepts et aires culturelles, Paris, Armand Colin, 2001, p. 70-94.
- « Les études européanistes » in Ethnologie. Concepts et aires culturelles, Paris, Armand Colin, 2001, p. 253-271.
- Codirection avec Claudine Attias-Donfut du Siècle des grands-parents : une génération phare ici et ailleurs, Paris, Autrement, coll. Mutations, n° 210, novembre 2001.
- Le nouvel esprit de famille (avec Nicole Lapierre et Claudine Attias-Donfut), Paris, éd. Odile Jacob, 2002.
- Éloge du mariage, Paris, éd. Gallimard, coll. « Découvertes Gallimard / Culture et société » (no 434), 2003.
- Vie d'un musée, Paris, Stock, 2005.
- À qui appartiennent les enfants ?, éd. Tallandier, 2010.

## Direction d'ouvrages
- Histoire de la famille (3 vol.), Paris, Armand Colin, 1986; Le livre de poche, 1994 (avec André Burguière, Christiane Klapisch, Françoise Zonabend)
- L'Autre et le Semblable. Regard sur l'ethnologie des sociétés comtemporaines, Paris, Presses du CNRS, 1989.
- Jeux de familles, Paris, Presses du CNRS, 1991.
- Les marchés de la maternité, Paris, Editions Odile Jacob, 2021 (avec Nicole Athéa).